# Maria del Carmen Muñoz
Maria del Carmen Muñoz (1953) è una modella spagnola, eletta Miss Spagna nel 1971.

## Biografia
Eletta Miss Spagna nel Palacio nacional de Montjuich di Barcellona all'età di diciotto anni, la madrilena Maria del Carmen Muñoz, partecipò in seguito a Miss Universo 1972, Miss Europa e Miss International.
Dopo le esperienze nei concorsi di bellezza, Maria del Carmen Muñoz intraprese la carriera di modella professionista, comparendo in molte pubblicità nazionali. In seguito si trasferì a Londra.